# Richard Gregory

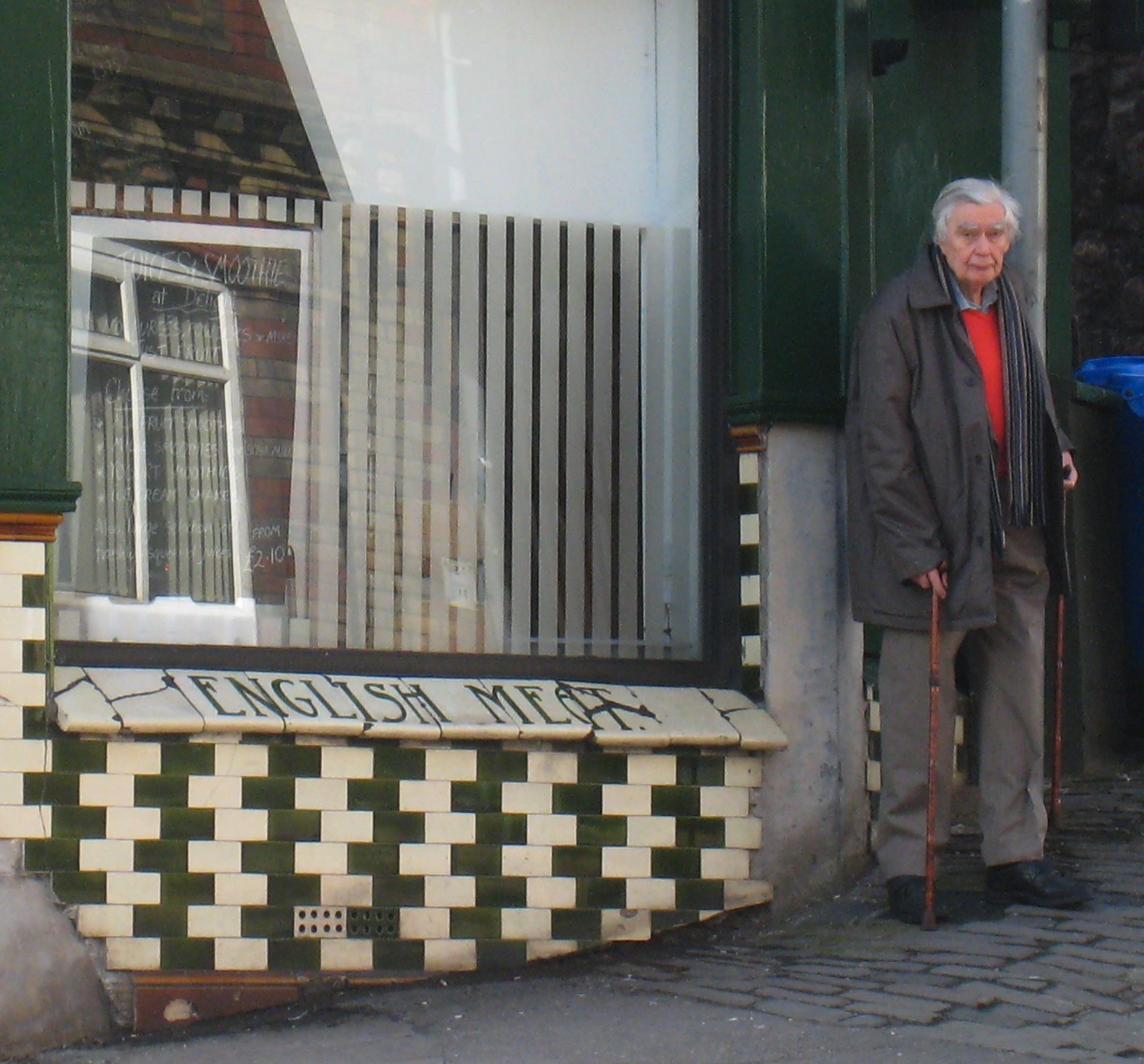
Richard Gregory

Richard L. Gregory (* 24. Juli 1923 in London; † 17. Mai 2010 in Bristol) war ein britischer Psychologe und Neurowissenschaftler, bekannt für Untersuchungen zur visuellen Wahrnehmung.

## Leben
Gregory war der Sohn der Helen Patricia Gibson und des Astronomen Christopher Gregory, dem ersten Direktor des Observatoriums der Universität London, und wuchs deshalb früh mit optischen Instrumenten auf. Sein Vater war später noch mit der Psychologin Anita Kohsen verheiratet und hatte mit ihr zwei Töchter.
Gregory war im Zweiten Weltkrieg bei der Royal Air Force auf dem Gebiet des Radars tätig – unmittelbar danach hielt er viel besuchte öffentliche Vorträge über Radar im Auftrag des Luftfahrtministeriums. Ab 1947 studierte er an der Cambridge University (Downing College) experimentelle Psychologie und Philosophie (Masterabschluss 1950). Danach war er ab 1950 Wissenschaftler in der Gruppe für Angewandte Psychologie der Universität Cambridge, teilweise auch bei der Royal Navy zur Entwicklung von Experimenten des Entkommens aus gesunkenen U-Booten. 1953 wurde er Demonstrator und dann Lecturer in Cambridge. 1962 wurde er Fellow des Corpus Christi College in Cambridge. 1967 ging er an die Universität Edinburgh als Professor für Bionik. Er gründete dort mit Christopher Longuet-Higgins und Donald Michie die Fakultät für Künstliche Intelligenz und Wahrnehmung. 1968 bis 1970 war er Vorsitzender der Fakultät.
Von 1970 bis 1988 war er Direktor des Labors für Gehirn und Wahrnehmung (Brain and Perception Laboratory) in der medizinischen Fakultät der Universität Bristol; seit 1988 war er dort Professor Emeritus in der Fakultät für Psychologie.
Er war unter anderem Gastprofessor an der UCLA (1963), dem MIT (1964), der New York University (1966), der University of California, San Diego, Gastwissenschaftler an den Bell Laboratories (1973) und Osher Visiting Fellow am Exploratorium in San Francisco (1989).

## Werk und Ehrungen
Gregory ist vor allem für seine Untersuchungen zur visuellen Wahrnehmung und deren Täuschungen bekannt. Er konstruierte auch mehrere neuartige Instrumente wie eine Kamera, die atmosphärische Turbulenzen bei Teleskopen korrigiert, und ein „Solid Imaging Microscope“.
1978 gründete er das Exploratory Hands-on Science Center in Bristol, das erste solche Wissenschaftsmuseum in Großbritannien, und war dessen Verwaltungsratsvorsitzender (und wissenschaftlicher Ehrendirektor) bis 1991 und 1991 bis 1999 dessen Direktor. Er verfasste auch und trat in zahlreichen TV- und Radioprogrammen für die BBC auf, unter anderem wurden seine Royal Institution Christmas Lectures (Weihnachtsvorlesungen, in langer Tradition seit Faraday) 1969/70 übertragen (The Intelligent Eye).
In den 1960er Jahren leitete er auch (im Rang eines Obersts der US Air Force) ein Special Senses Laboratory, das die Apollo-Astronauten bei den Mond-Manövern auf veränderte Wahrnehmungsverhältnisse trainieren sollte.
Mit Jean Wallace untersuchte er den seltenen Fall eines Erwachsenen, der ausgehend von völliger Blindheit sein Sehvermögen wieder gewann („Recovery from early blindness – a case study“, Cambridge 1963). Mit Studenten untersuchte er den primitiven Sehmechanismus (in der Art des Scan-Mechanismus einer Fernsehkamera) des Ruderfußkrebses Copilia Quadrata, der in den Tiefen des Golf von Neapels lebt.
1972 gründete er die Zeitschrift Perception. Er ist Verfasser zahlreicher Bücher, besonders bekannt wurde sein Buch „Eye and Brain“, zuerst 1967 erschienen.
1991 erhielt er den Michael-Faraday-Preis der Royal Society. Er ist Fellow der British Psychological Society, der Royal Society of Edinburgh (1969), der Royal Society (1992), des Institute of Physics und der Royal Society of Arts. 1983 erhielt er eine Promotion (D.Sc.) von der Universität Bristol. Daneben ist er mehrfacher Ehrendoktor.

## Schriften
- Auge und Gehirn – zur Psychophysiologie des Sehens, Rowohlt 1991, englisches Original: Eye and Brain – the psychology of seeing, Weidenfeld and Nicholson 1966, 5. Auflage. Oxford University Press 1997 (und Princeton University Press 1998)
- The Intelligent Eye, Weidenfeld and Nicholson 1970 (aus den Royal Institution Christmas Lectures)
- Herausgeber: The Oxford Companion to the Mind, Oxford University Press 1987.
- Mind in Science: a history of explanations of psychology and physics, Weidenfeld and Nicholson 1981.
- Odd Perceptions, Methuen 1986, Routledge 1988 (Essays)
- Even Odder Perceptions, Routledge 1994.
- Mirrors in Mind, Freeman/Spektrum und Penguin 1998.
- mit Ernst Gombrich: Illusions in Nature and Art, 1973 (Katalog einer 1970 bis 1973 im Institute of Contemporary Arts und auch in San Francisco und New York gezeigten Ausstellung, Mitorganisator war Roland Penrose)
- Concepts and mechanisms of perception, Duckworth, London 1974 (Sammlung seiner Aufsätze)

## Verweise
1. ↑  als sein größtes Vorbild gibt er den im 19. Jahrhundert auf diesem Gebiet tätigen Physiker Hermann von Helmholtz an, Interview in One on One with Richard Gregory. In: The Psychologist. Bd. 21, 2008, Heft 6, S. 568.
2. ↑  Gregory zu Copilia Quadrata

| Personendaten    | Personendaten                   |
| ---------------- | ------------------------------- |
| NAME             | Gregory, Richard                |
| ALTERNATIVNAMEN  | Gregory, Richard L.             |
| KURZBESCHREIBUNG | britischer Neurowissenschaftler |
| GEBURTSDATUM     | 24. Juli 1923                   |
| GEBURTSORT       | London                          |
| STERBEDATUM      | 17. Mai 2010                    |
| STERBEORT        | Bristol                         |